# Tweetaktgasmotor

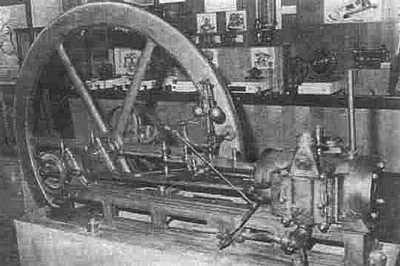
Lenoirs tweetaktgasmotor in Musée des arts et métiers.

Een tweetaktgasmotor is een motor die werkt met stads- of lichtgas volgens het tweetaktprincipe.
De tweetaktgasmotor werd uitgevonden door Étienne Lenoir. Deze ontwierp in 1859 de eerste motor met inwendige verbranding, waar hij in november 1859 een octrooi voor verwierf. De motor was dubbelwerkend. Er was verbranding langs beide zijden van de zuiger.
Tot dan werden voornamelijk stoommachines gebruikt. Deze waren groot en duur en alleen geschikt voor grote fabrieken. Lenoir produceerde kleine motoren welke werken op het steenkoolgas en stads- of lichtgas dat in de lichtstad Parijs overal beschikbaar was. Het principe was een stoommachine waarbij in de eerste helft van de eerste slag (takt komt pas later met Otto) het 6% stadsgas en de 94% lucht werden aangezogen. Halverwege de eerste slag werd het niet gecomprimeerde mengsel met een bougie (ook een uitvinding en patent van Lenoir) in brand gestoken. Het verbrande gasmengsel zette uit en duwde de zuiger met grote druk verder. Tijdens de ingaande tweede slag werd het verbrande gasmengsel uitgedreven. In Lenoirs machine komt diverse kennis uit zijn tijd samen: de stoommachine; de recent uitgevonden bobine van Ruhmkorff voor de ontsteking; de bougie, zijn eigen uitvinding. Zij gebruikt de gepatenteerde zuiger van Street. Zij heeft inwendige verbranding en dubbelzijdige actie zoals de machine van Lebon. Zij is vonkontstoken zoals de machine van de Zwitser Isaac de Rivaz. De eerste motor met inwendige verbranding, dubbelzijdige werking, tweetakt en zonder voorafgaandelijke compressie was uitgevonden.
De benaming in het patent aangevraagd in november 1859 Nr. 43624 voor een duur van 15 jaar luidt :
« brevet d'un moteur à gaz et à air dilaté ». Brevet van een motor op gas en op uitgezette lucht. De motor woog ongeveer 100 kg, zijn cilinderinhoud was 2,5 liter, zijn toerental 100 tr/min met een vermogen van 440 watt. Het verbruik was 3166 liter gas per uur per pk. Lenoirs' motor was niet zo efficiënt; hij bereikte in het begin slechts 5 procent rendement. Rond 1885 perfectioneerde Lenoir zijn motor en bereikte dan een rendement van 15%. De motoren liepen langzaam (100 tr/min) en werkten op 6% gas en 94% luchtmengsel. Zij gingen lang mee, sommige machines waren na 20 jaar gebruik nog in perfecte conditie. Rond 1885 waren er meer dan 400 in gebruik in Frankrijk, voornamelijk in de eerste motorschepen op de Seine.

## Bron
- Artikel "Etienne Lenoir, un moteur en héritage" (Jean-Pierre Monhonval).